# 록키 5
록키 5(Rocky V)는 1990년 개봉한 미국의 영화로 록키의 5번째 시리즈이다.

## 출연진
- 실베스터 스탤론 - 록키 발보아
- 탈리아 샤이어 - 에이드리언
- 버트 영 - 폴리
- 세이지 스탤론 - 록키 주니어
- 토미 모리슨 - 토미 건
- 리처드 갠트 - 조지 워싱턴 듀크
- 토니 버튼 - 토니
- 버제스 메러디스 - 미키

## 줄거리
드라고를 이기고 미국으로 돌아온 록키는 집을 비운 사이에 자신의 회계사가 돈을 모조리 가져가 파산에 이르고, 여러 싸움 끝에 생긴 뇌졸중으로 인하여 결국 은퇴를 선언한다. 그런데 토미 건(토미 모리슨)이 록키를 찾아와 자신의 매니저가 되달라는 부탁을 한다. 록키는 토미를 강력한 선수로 키워나가나, 가족 간의 불화와 부자 간의 갈등에 부딪치고 만다. 한편, 교활한 흥행주 조지 워싱턴 듀크(리처드 갠트)가 토미를 돈으로 유혹하자 토미는 록키를 배반하고 듀크에게 간다. 챔피언십 시합은 듀크가 토미를 챔피언으로 만들어 록키에게 싸움을 걸도록 하는 목적이었다. 거리에서 록키와 토미가 싸움을 하면서, 록키는 토미를 다운시켜 옛날의 영광을 되찾는다.

## 한국어 더빙 성우진(MBC, 1996년 2월 17일)
- 이윤연 - 록키 (실베스터 스탤론)
- 윤소라 - 애드리안 (탈리아 샤이어)
- 박태호
- 이도련
- 탁재인
- 기경옥
- 이종오
- 최상기
- 이미자
- 이우신
- 황윤걸
- 정미연
- 안장혁
- 양희문
- 이승현
- 안종덕
- 윤복성
- 전수빈